# Маршан, Ги (поэт)
Ги Маршан (фр. Guy Marchamps; род. 1958, Труа-Ривьер, провинция Квебек) — современный квебекский поэт, литературный аниматор и культурный активист с 1980 года, один из основателей журнала Le Sabord (1983) и организатор более сотни литературных мероприятий и поэтических спектаклей.

## Биография
В молодости перепробовал целый ряд профессий: рабочий на заводе, технический помощник сцены, библиотекарь, преподаватель литературы, книготорговец, ведущий культурного обозрения на радио. Обладатель диплома по французской литературе, он параллельно с этим был музыкантом. С 2000 г. он входил в состав музыкально-поэтической группы Band de poètes. В качестве музыканта он сопровождал публичные лекции Жана-Поля Дау, Андре Вельтера и Ги Гоффета. В 1987 г. организовал поэтический вечер в рамках Международного коллоквиума имени Джека Керуака с участием ряда поэтов поколения битников, среди которых были Аллен Гинсберг и Лоренс Ферлингетти.
Был членом, затем президентом управляющего совета Общества по развитию культурных периодических изданий Квебека, президентом Общества писателей региона Мориси, также входил в состав управляющего совета Союза квебекских писателей. Помимо квебекских изданий, радио и телевидения также сотрудничал с изданиями Франции, США, Бельгии и Мексики, выступал с публичными лекциями во Франции и Испании.
Ряд его поэтических произведений положены на музыку.